# Böhmisches Becken
Das Böhmische Becken (tschechisch česká kotlina) ist ein Hügelland in Tschechien, in das wiederum kleinere Becken eingestreut sind. Es wird vorwiegend von den Randgebirgen der Böhmischen Masse umrahmt.

## Geographie
Die Hauptkämme der Böhmischen Masse um den zentralen Ort Prag sind (im Uhrzeigersinn):
- im Südwesten der Böhmerwald und der Oberpfälzer Wald von Budweis bis Pilsen
- im Nordwesten das Erzgebirge um Ústí nad Labem
- im Nordosten die Sudeten (v. a. mit Riesen- und Adlergebirge) von Liberec bis Hradec Králové und
- im Südosten der Böhmisch-Mährische Höhenzug von Hradec Králové bis Budweis.

Diese Mittelgebirge umranden das von kleinen Höhenzügen durchsetzte und als Böhmisches Becken bezeichnete Kernland Böhmens.
Das gesamte Becken entwässert nach Nordwesten über die Moldau und Elbe in die Nordsee. Im Nordosten wird das Becken von der Wasserscheide Nordsee/Ostsee begrenzt, im Südosten und Südwesten von der Europäischen Hauptwasserscheide (Abschnitt Nordsee/Schwarzes Meer). Im Südosten schließt sich, getrennt durch den Böhmisch-Mährischen Höhenzug, das Südmährische Tiefland an, welches weiter südöstlich von Brünn allmählich in das slowakische Donautiefland übergeht.

## Geologie
Nach ihrem Aufbau (Granit, Gneis, Glimmerschiefer) gehört die Böhmische Masse zu den ältesten Gebirgsstöcken Europas.